# 95016 김정호
95016 김정호(95016 Kimjeongho, 2002 AA9)는 한국 천문학자인 전영범이 2002년 1월 9일, 보현산 천문대에서 발견한 소행성이다. 《대동여지도》를 제작한 조선의 지리학자 김정호의 이름을 땄다.